# Bourbourg

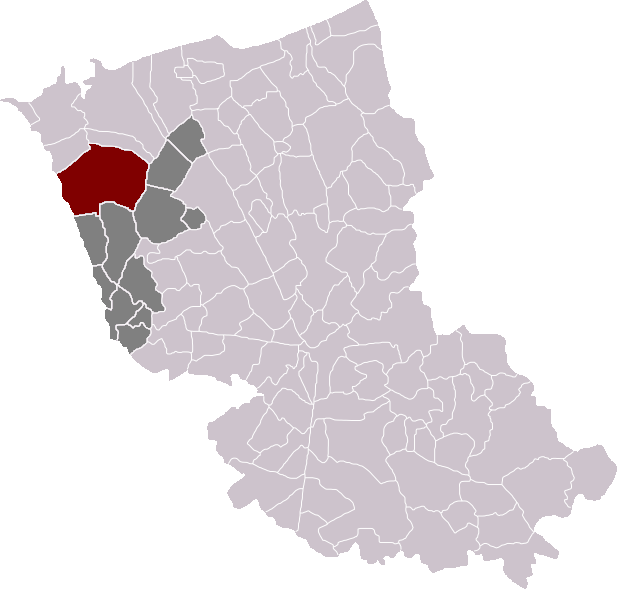
Localització de Bourbourg

Bourbourg (en neerlandès Broekburg) és un municipi francès, situat a la regió dels Alts de França, al departament del Nord, que forma part de la Westhoek. L'any 2006 tenia 6.675 habitants. Limita al nord-oest amb Saint-Georges-sur-l'Aa, al nord amb Craywick, a l'oest amb Saint-Folquin, a l'est amb Brouckerque, al sud-oest amb Sainte-Marie-Kerque, al sud amb Saint-Pierre-Brouck i Cappelle-Brouck, i al sud-est amb Looberghe.

## Demografia
| Evolució de la població |       |       |       |       |       |       |       |       |
| 1793                    | 1800  | 1806  | 1821  | 1831  | 1836  | 1841  | 1846  | 1851  |
| 2 084                   | 1 966 | 2 004 | 2 273 | 2 378 | 2 527 | 2 474 | 2 325 | 2 528 |

| 1856  | 1861  | 1866  | 1872  | 1876  | 1881  | 1886  | 1891  | 1896  |
| ----- | ----- | ----- | ----- | ----- | ----- | ----- | ----- | ----- |
| 2 597 | 2 615 | 2 634 | 2 574 | 2 477 | 2 392 | 2 414 | 2 468 | 2 513 |

| 1901  | 1906  | 1911  | 1921  | 1926  | 1931  | 1936  | 1946  | 1954  |
| ----- | ----- | ----- | ----- | ----- | ----- | ----- | ----- | ----- |
| 2 586 | 2 482 | 2 422 | 2 489 | 2 203 | 2 198 | 2 124 | 5 469 | 5 564 |

| 1962  | 1968  | 1975  | 1982  | 1990  | 1999  | 2006 | 2011 | 2016 |
| ----- | ----- | ----- | ----- | ----- | ----- | ---- | ---- | ---- |
| 5 868 | 6 076 | 7 292 | 7 341 | 7 106 | 6 908 | -    | -    | -    |

| 2019 | - | - | - | - | - | - | - | - |
| ---- | - | - | - | - | - | - | - | - |
| -    | - | - | - | - | - | - | - | - |

## Administració
| Període | Identitat        | Partit |
| ------- | ---------------- | ------ |
| 2001-   | Francis Bassemon | PS     |